# Ardfheis
Ardfheis o ard fheis (en español: alta asamblea; plural: ardfheiseanna) es el nombre que utilizan muchos partidos políticos irlandeses para su conferencia anual del partido.

## Uso
Entre los partidos que utilizan el término ardfheis o ard fheis son:
- Fine Gael[1]
- Fianna Fáil[2]
- Sinn Féin[3]
- Partido Republicano Socialista Irlandés[4]
- Éirígí[5]
- Partido Verde[6][7]
- Sinn Féin Republicano[8][9]
- Partido Nacional[10][11]
- Partido de los Trabajadores de Irlanda[12][13]
- Aontú[14][15]
- Connolly Youth Movement[16]

En la República de Irlanda, el Partido Laborista, el Partido Comunista, El Pueblo Antes que el Lucro/Solidaridad y los socialdemócratas no utilizan el término ardfheis ; sin embargo, todavía lo utilizan a veces los medios de comunicación para referirse a sus convenciones anuales de manera no oficial. 

## Ard Chomhairle
Muchos partidos políticos que utilizan el término ard fheis, también usan el término ard chomhairle que significa 'comité ejecutivo nacional' (literalmente 'alto consejo'), y es el órgano rector del partido. 